# Ricardo Arreola (peleador)
Ricardo Arreola (Monterrey, Nuevo León; siglo XX) es un artista marcial mixto mexicano que compite en la división de peso ligero.

## Carrera de artes marciales mixtas

### Combate Américas
A inicios de 2018, se anunció que Arreola fichó para la promoción Combate Américas, y debutó el 20 de abril en Combate Estrellas 2 enfrentando a Iván Pérez. Arreola ganó la pelea por decisión dividida.
Arreola se enfrentó a Saúl Cabrera el 17 de noviembre de 2018 en Combate Monterrey. Por segunda vez consecutiva, ganó la pelea por decisión dividida.

### LUX Fight League
Arreola hizo se debut en LUX Fight League, donde fue programado para enfrentar a Sergio Cossio el 30 de agosto de 2019 en LUX 006. Perdió la pelea por nocaut técnico en el tercer asalto.
Arreola se enfrentó a Polo Reyes el 20 de noviembre de 2020 en LUX 011. Perdió la pelea por nocaut técnico en el primer asalto.

### MMA México

#### Rivalidad con Iván «Orko» Perez
En 2023, Arreola llegó a la promoción MMA México, donde fue programado para enfrentar a Iván Pérez en una pelea de revancha. El enfrentamiento se llevó a cabo el 16 de diciembre en el evento MMA México 2, en la que Arreola fue derrotado vía TKO en el segundo asalto.
Un año después, se anunció que habría una trilogía entre Arreola y Pérez para MMA México 3 el 12 de octubre de 2024 en busca del desempate. En lo que fue la pelea más emocionate de esta trilogía, nuevamente perdió tras ser sometido a un mataleón en el tercer asalto.

## Récord en artes marciales mixtas
| Récord profesional | Récord profesional | Récord profesional |
| 23 peleas          | 10 victorias       | 13 derrotas        |
| ------------------ | ------------------ | ------------------ |
| Nocaut             | 0                  | 7                  |
| Sumisión           | 5                  | 1                  |
| Decisión           | 5                  | 5                  |

| Resultado | Récord | Oponente                | Método                      | Evento                                    | Fecha                   | Ronda | Tiempo | Localización     | Notas |
| --------- | ------ | ----------------------- | --------------------------- | ----------------------------------------- | ----------------------- | ----- | ------ | ---------------- | ----- |
| Derrota   | 10–13  | Iván Pérez              | Sumisión (rear-naked choke) | MMA Mexico 3: Loco vs. Orko 3             | 12 de octubre de 2024   | 3     | 4:39   | Monterrey        |       |
| Derrota   | 10–12  | Iván Pérez              | TKO (retiro)                | MMA Mexico 2: Loco vs. Orko 2             | 16 de diciembre de 2023 | 2     | 5:00   | Monterrey        |       |
| Derrota   | 10–11  | Juan Alvárez            | KO (golpe)                  | LUX 028                                   | 18 de noviembre de 2022 | 3     | 0:22   | Monterrey        |       |
| Victoria  | 10–10  | Daniel Rico             | Decisión (unánime)          | Naciones MMA 2                            | 18 de junio de 2021     | 3     | 5:00   | Monterrey        |       |
| Derrota   | 9–10   | Polo Reyes              | TKO (golpes)                | LUX 011                                   | 20 de noviembre de 2020 | 1     | 4:08   | Monterrey        |       |
| Victoria  | 9–9    | Emmanuel Rivero         | Sumisión (heel hook)        | Combate Americas: Monterrey               | 18 de octubre de 2019   | 2     | 3:52   | Monterrey        |       |
| Derrota   | 8–9    | Sergio Cossio           | TKO (golpes)                | LUX 006                                   | 30 de agosto de 2019    | 3     | 4:05   | Monterrey        |       |
| Derrota   | 8–8    | Marco Elpidio           | Decisión (dividida)         | Combate Estrellas 3: Flores vs. Marroquin | 12 de abril de 2019     | 3     | 5:00   | Monterrey        |       |
| Victoria  | 8–7    | Saul Cabrera            | Decisión (dividida)         | Combate Monterrey                         | 17 de noviembre de 2018 | 3     | 5:00   | Monterrey        |       |
| Victoria  | 7–7    | Iván Pérez              | Decisión (dividida)         | Combate Estrellas 2                       | 20 de abril de 2018     | 3     | 5:00   | Monterrey        |       |
| Derrota   | 6–7    | Alejandro Flores García | Decisión (unánime)          | Combate Extremo: Loco vs. Gallito         | 1 de diciembre de 2017  | 5     | 5:00   | Monterrey        |       |
| Victoria  | 6–6    | Emmanuel Rivero         | Sumisión (guillotine choke) | Combate Extremo                           | 15 de julio de 2017     | 2     | 0:55   | Monterrey        |       |
| Victoria  | 5–6    | Nino Marroquín          | Decisión (unánime)          | Combate Extremo: Nino vs. Loco            | 18 de noviembre de 2016 | 3     | 5:00   | Monterrey        |       |
| Derrota   | 4–6    | Fabian Galván           | TKO (retiro)                | Combate Extremo: Loco vs. Galvan 2        | 4 de julio de 2015      | 4     | 5:00   | Monterrey        |       |
| Victoria  | 4–5    | Gilberto Aguilar        | Decisión (unánime)          | Combate Extremo: Loco vs. Azteca 3        | 12 de diciembre de 2014 | 3     | 5:00   | Monterrey        |       |
| Victoria  | 3–5    | Victor Rizzo            | Sumisión                    | Combate Extremo: Loco vs. Rizzo           | 24 de octubre de 2014   | 1     | 1:00   | Monterrey        |       |
| Derrota   | 2–5    | Sonny Luque             | Decisión (unánime)          | Combate Extremo: Pistolero vs. Rizzo      | 14 de junio de 2014     | 3     | 5:00   | México           |       |
| Derrota   | 2–4    | Fabian Galván           | TKO                         | TSC 3: New Blood                          | 29 de junio de 2013     | 3     | 3:15   | Monterrey        |       |
| Derrota   | 2–3    | Gilberto Aguilar        | Decisión (unánime)          | Combate Extremo: Loco vs. Azteca          | 10 de noviembre de 2012 | 3     | 5:00   | Monterrey        |       |
| Victoria  | 2–2    | Jeremy York             | Sumisión (armbar)           | Combate Extremo: Bobonis vs. Rubio        | 30 de marzo de 2012     | 2     | 1:00   | México           |       |
| Derrota   | 1–2    | Raúl Frías              | Decisión (unánime)          | Combate Extremo: X Aniversario            | 19 de junio de 2010     | 3     | 5:00   | Monterrey        |       |
| Victoria  | 1–1    | Irak Cueto              | Sumisión                    | Combate Extremo: Tampico                  | 11 de abril de 2009     | 2     | 2:09   | Tampico          |       |
| Derrota   | 0–1    | Alejandro Baez          | TKO                         | Warriors Fighting Championship            | 28 de junio de 2008     | 1     | 1:49   | Ciudad de México |       |

## Filmografía
| Año  | Título               | Película/Televisión | Papel    |
| ---- | -------------------- | ------------------- | -------- |
| 2015 | Los jefes (película) | Película            | Él mismo |
| 2021 | Exatlón México       | Televisión          | Él mismo |